# 井原里駅
井原里駅（いはらのさとえき）は、大阪府泉佐野市下瓦屋にある、南海電気鉄道南海本線の駅。駅番号はNK29。

## 歴史
- 1952年（昭和27年）4月1日：鶴原駅 - 泉佐野駅間に新設。
- 2012年（平成24年）4月1日 ：駅ナンバリングが導入され、使用を開始[1][2]。

## 駅構造
相対式2面2線のホームを持つ地平駅である。長らく駅舎は難波方面ホーム側にしかなかったが、2020年（令和2年）に和歌山市方面ホーム側にも駅舎ができた。どちらもホーム難波寄りにあり、お互いのホーム移動は構内踏切を使う。トイレは設置されている。基本的には、無人駅であるが。日中は、駅員がいる事が多い。

### のりば
| のりば | 路線   | 方向 | 行先                   |
| ------ | ------ | ---- | ---------------------- |
| 1      | 南海線 | 下り | 関西空港・和歌山市方面 |
| 2      | 南海線 | 上り | なんば方面             |

## 利用状況
2019年（令和元年）次の1日平均乗降人員は3,130人（乗車人員：1,542人、降車人員：1,588人）である。
各年次の1日平均乗降・乗車人員数は下表の通り。
| 年次   | 1日平均 乗降人員 | 1日平均 乗車人員 | 出典   |
| ------ | ---------------- | ---------------- | ------ |
| 2000年 | 4,153            | 2,195            | [ 4 ]  |
| 2001年 | 3,849            | 2,018            | [ 5 ]  |
| 2002年 | 3,835            | 2,008            | [ 6 ]  |
| 2003年 | 3,751            | 1,978            | [ 7 ]  |
| 2004年 | 3,551            | 1,864            | [ 8 ]  |
| 2005年 | 3,299            | 1,723            | [ 9 ]  |
| 2006年 | 3,205            | 1,670            | [ 10 ] |
| 2007年 | 3,147            | 1,641            | [ 11 ] |
| 2008年 | 3,084            | 1,611            | [ 12 ] |
| 2009年 | 3,013            | 1,565            | [ 13 ] |
| 2010年 | 2,987            | 1,548            | [ 14 ] |
| 2011年 | 3,010            | 1,552            | [ 15 ] |
| 2012年 | 2,992            | 1,536            | [ 16 ] |
| 2013年 | 3,005            | 1,525            | [ 17 ] |
| 2014年 | 3,011            | 1,515            | [ 18 ] |
| 2015年 | 3,132            | 1,575            | [ 19 ] |
| 2016年 | 3,161            | 1,574            | [ 20 ] |
| 2017年 | 3,155            | 1,571            | [ 21 ] |
| 2018年 | 3,139            | 1,552            | [ 22 ] |
| 2019年 | 3,130            | 1,542            | [ 23 ] |

## 駅周辺
駅の北側を通る大阪府道20号枚方富田林泉佐野線は南海本線との交差部がアンダーパス構造であるため、線路の反対側へ行く地下道が設置されている。なお、同路線と大阪府道204号堺阪南線（旧・国道26号）との交差点名は「井原の里駅下り」と表記されたものになっている。
駅西側には旧・国道26号を挟んで大型商業施設「いこらもーる泉佐野（旧名称、ショッパーズモール泉佐野」があり、エディオン、コムサイズム、ユニクロ、ドン・キホーテ、コープいこらもーる泉佐野）などが入居している（かつてはダイエー、次にはグルメシティが入居していたが、現在は撤退している。この跡地に入ったのが現在のコープいこらもーる泉佐野）。
- 泉佐野湊郵便局

## バス路線
いずみさのコミュニティバスが井原の里駅筋へ乗り入れている。
- 中回りルート　平日と土曜日のみ運行。

## 隣の駅
南海電気鉄道
 南海本線
■特急サザン・■急行・■空港急行・■区間急行
通過
■準急（難波行きのみ運転）・■普通
鶴原駅 (NK28) - 井原里駅 (NK29) - 泉佐野駅 (NK30)
- 括弧内は駅番号を示す。